# Bodhyagrimudra

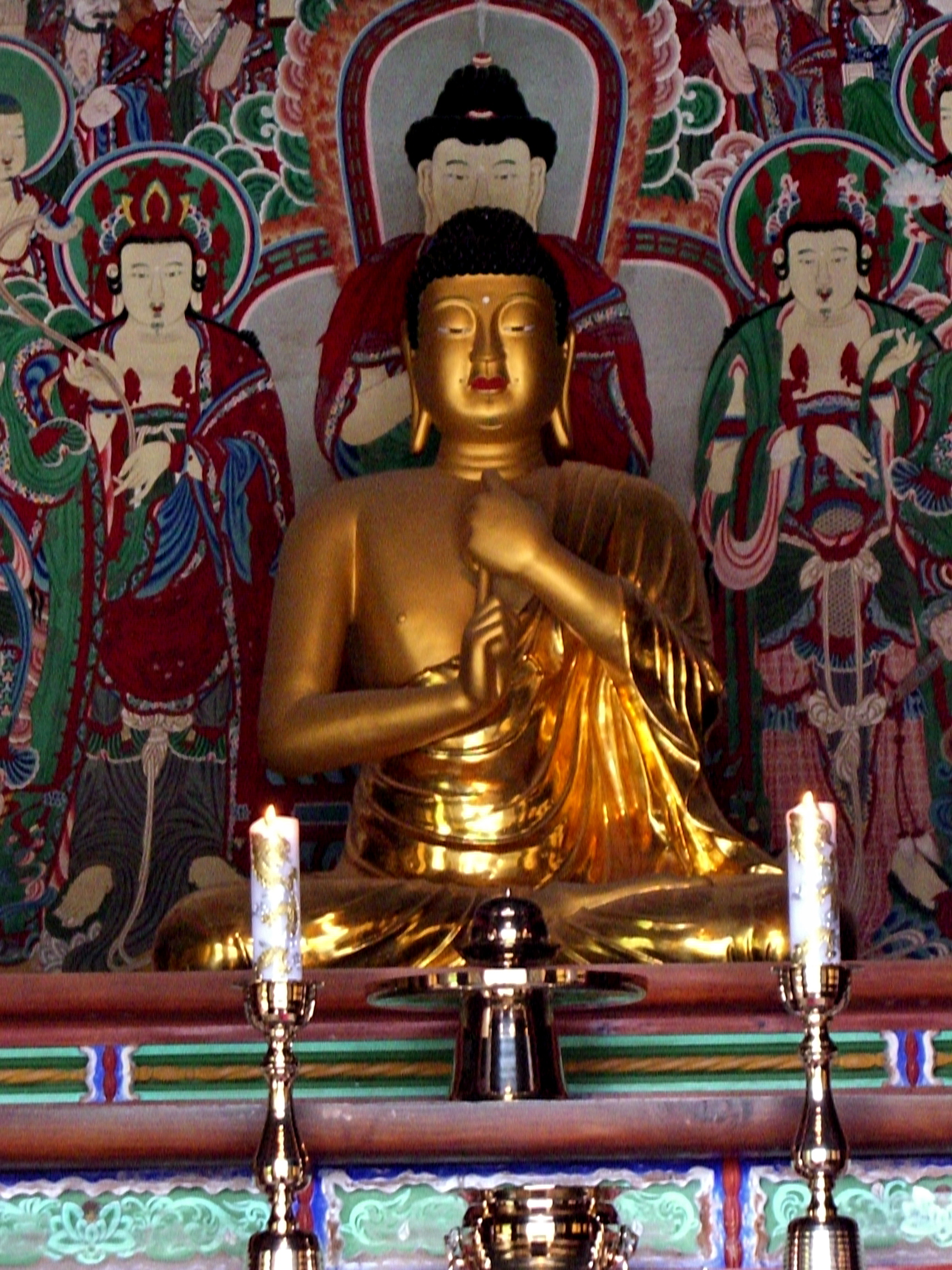
Mahāvairocana in una statua coreana. Le mani sono poste nel "Gesto di somma illuminazione" Bodhyagrimudra

Bodhyagrimudra è un mudrā della dottrina induista, nella tradizione yoga e buddhista realizzato con le mani e le dita. È conosciuto anche come Jnanamustimudra. La posizione rappresenta il gesto di somma illuminazione. Questo mudra è talvolta indicato come mudra dei sei elementi perché coinvolge sei dita (l'indice della mano destra, e tutte le dita della mano sinistra).

## Simbologia del mudra
La posizione delle mani, con la sinistra che avvolge la destra, indica che la realtà assoluta, l'uno, rappresentato dalla mano destra, è avvolto dalla realtà fenomenica, il molteplice, rappresentato dalla mano sinistra. Infatti le dita della mano sinistra rappresentano i cinque elementi (terra, acqua, fuoco, aria e vuoto) mentre il dito della mano destra rappresenta la mente umana (sesto elemento).
Questo mudra ha anche significati nella sfera sessuale, identificando il dito della mano destra come l'organo sessuale maschile, e la mano sinistra, che lo avvolge, come la sessualità femminile.

## Posizione
Il mudra si realizza con entrambe le mani. Si pone la mano destra ad angolo retto rispetto all'avanbraccio con il pollice verso il corpo, si chiudono le dita verso il palmo mantenendo eretto verso l'alto l'indice della mano destra. La mano sinistra, tenendo il palmo rivolto all'interno, chiude tutte le dita, mantenendo il pollice in alto, avvolgendole attorno all'indice della mano destra.